# SN 1991ak
SN 1991ak – supernowa typu Ia odkryta 15 lipca 1991 roku w galaktyce NGC 5378. W momencie odkrycia miała maksymalną jasność 15,50m.